# Danske Digterruter
Danske Digterruter er en række afmærkede vandreruter ud over Danmark.
Hver vandrerute oplyser om en dansk digter og er tilknyttet oplæsninger af digterens værker.
Til en rute har en række såkaldte bogmærker, der er steder med en QR-kode til lydfortælllinger.
Oprettelsen af ruterne skete med et projekt der løb i 2020 og 2021 og som havde støtte af Nordea-fonden. 
Projektet var ledet af Johs. Nørregaard Frandsen og byggede på hans og Anne-Marie Mais litterære ekspertise.
Jylland
- St. St. Blicher
- H.A. Brorson med start ved Taarnborg i Ribe, besøg ved katedralskolen, statuen af ham ved domkirken, Anne Marie Carl Nielsens statue af Dronning Dagmar på slotsbanken, stormflodssøjlen på Skibbroen og endelig Rosenhaven bag Quedens Gård. I alt 2,3 km.[2]
- Inger Christensen, Vejle.
- Holger Drachmann, Skamlingsbanken
- Carit Etlar, Fredericia
- Johannes V. Jensen. Efter et indledende stop er ved Louns Kirke knyttet til oplæsning af Barndommens Sig er der en 5,15 kilometer lang rute på den vestlige del af Lovns Halvøen med 6 yderligere bogmærker og med oplæsninger af Blindebukken, Einar Elkær, Sommersolhvervssang, Kongens Fald, Norne Gæst og Tordenkalven.[3]
- Thøger Larsen i og omkring Lemvig.
- Kaj Munk

- Ambrosius Stub med start ved mindetavlen på Sønderportsgade 11, Ribe, besøg ved Weis Stue på Torvet, Fiskergade 1, Bispegården på Korsbrødregade, Skriverstuen på slotsbanken, Stubs Allé og til slut Per Kirkebys bronzeskulptur foran Sct. Catharinæ Kirke. I alt 3,2 km.[4]
- Jeppe Aakjær ved Jenle på Salling.

Fyn
- H.C. Andersen, Odense
- Agnes Henningsen ved Lundsgård.[5]
- Johannes Jørgensen i Svendborg

Sjælland og øerne
- Karen Blixen, Rungstedlund
- Tove Ditlevsen, 3,2 kilometer lang rute på Vesterbro med 9 bogmærker: Start i "barndommens gade", Hedebygade, derefter Enghaveparken, hjørnet Istedgade/Dannebrogsgade, hjørnet Halmtorvet/Gasværksvej, hjørnet Istedgade/Gasværksvej, Otto Krabbes Plads, Tove Ditlevsens Skole, Tove Ditlevsens Plads og Kristkirken.
- Martin A. Hansen, Stevns
- B.S. Ingemann, Sorø
- Frank Jæger omkring Bastrup Sø og Buresø. Der er tre landartværker på den 6,3 kilometer lange rute: Snedkeren, Enhjærningen og Baronen skabt af Søren Brynjolf og Henrik Dyreborg Wagner og oplæsning ved Nis Bank-Mikkelsen.[6]
- Martin Andersen Nexø, Nexø
- Henrik Pontoppidan, Hornsherred med blandt andet Hornsherreds Arbejds- og Forsørgelsesanstalt,[7] Selsø Kirke,[8] Selsø Møllekrog,[9] Østby og Skuldelev præstegård[10]
- Emil Aarestrup, Nysted